# Томас Лам
Томас Антон Рудолф Лам (на фински: Thomas Anton Rudolph Lam) е финландски футболист, който играе на поста централен защитник. Състезател на Цволе.

## Кариера
Започва да тренира в школата на АФК Амстердам Нидерландия, но в началото на юли 2005 г. преминава в академията на АЗ Алкмар Нидерлнадия. Играе основно като централен защитник, но често е използван и като дефанзивен халф, справя се и като ляв или десен защитник. Преминава през всички юношески и младежки формации на тима, за да подпише първи професионален договор през 2011 г. Тренира с първия състав, но не успява да запише минути през сезон 2011/12, въпреки това подновява договора си с тима на 13 април 2012 г. и е избран за Най-обещаващ млад играч на Финландия за 2011.
Започва сезон 2012/13 с контузия, но след нея записва дебют за тима на 16 септември 2012 при победата с 1:0 над Рода Нидерландия. Записва общо 8 мача през сезон 2012/13 и печели купата на Нидерландия (Купа КНВБ). Следващият сезон 2013/14 изиграва едва един мач, в който обаче бележи дебютен гол – равенството 2:2 с ПАОК Гърция на 12 декември 2012 г. в Лига Европа. За тима изиграва общо 9 мача с 1 гол.
На 24 юли 2014 г. подписва с Цволе Нидерландия. Остава резерва във финала за суперкупата на Нидерландия (купа Йохан Кройф) през 2014 г., която печели след победата с 4:1 над Аякс Амстердам Нидерландия на 3 август 2014. Дебютира за тима на 16 август 2014 г. при победата с 2:1 над Дордрехт Нидерландия. Първи три гола за тима бележи на 29 октомври 2014 г. при победата с 6:1 над Харденберг Нидерландия за купата на Нидерландия. Претърпява контузия през сезон 2014/15, но все пак го завършва с 34 мача за тима и 6 гола, както и загубен финал за купата на Нидерландия – 2:0 от Грьонинген Нидерландия. През следващия сезон 2015/16 се утвърждава като титулярен избор в защитата на тима и записва 36 мача с 2 гола, с което закръгля участията си за отбора на 70 мача с 8 гола.
Въпреки засиления интерес на бившия си клуб АЗ Алкмар Нидерландия подписва с Нотингам Форест Англия на 8 юли 2016 г. като свободен агент. Дебютира с гол при победата с 4:3 над Бъртън Албиън Англия на 6 август 2016 г. След претърпяна контузия и наказание за червен картон губи титулярно място в тима като записва общо 21 мача с 2 гола през сезон 2016/17. Недоволен от статуквото в отбора е даден под наем от 30 август 2017 до 30 юни 2018 г. на Твенте Нидерландия. Дебютира за тима при загубата с 1:0 от Спарта Ротердам Нидерландия на 10 септември 2017 г. Отбелязва първи гол седмица по-късно на 17 септември 2017 г. при победата с 4:0 над Утрехт Нидерландия. Изиграва общо 30 мача с 3 гола за тима.
Завръща се в тима на Нотингам Форест Англия за по-малко от месец, за да се завърне в тима на Цволе Нидерландия на 29 август 2018 г. Изиграва три нови сезона за тима – 2018/19 записва 28 мача с 4 гола; 2019/20 играе 16 мача, а сезон 2020/21 има 26 мача с 3 гола. По този начин записва общо 70 мача със 7 гола при втория си престой в отбора или общо 140 мача с 15 гола. На 16 август 2021 г. се присъединява към ЦСКА.
С баща нидерландец и израснал в страната избира да представлява Финландия, от където е майка му. През 2009 г. играе за националния отбор на Финландия до 16 години в 5 мача. За тима до 17 години играе 2 мача като дебютира на 28 юли 2009 г. при загубата с 3:0 от Швеция. За формацията до 18 години има 4 мача, а дебютира на 3 януари 2011 г. при равенството 3:3 с Русия. За този до 19 години има 3 мача с 1 гол, а първи мач играе на 10 ноември 2011 г. при загубата 4:2 от Хърватия. Дебютира за отбора до 21 години на 13 октомври 2012 г. при победата с дузпи 4:1 над Естония. През 2015 г. е повикан в националния отбор на Финландия за пръв път. Дебютира на 9 юни 2015 г. при загубата с 2:0 от Естония. Изиграва общо 26 мача за тима и е част от състава за Европейското първенство 2020 г., но не записва минути в надпреварата.